# Sint-Mauritiuskerk (Varsenare)

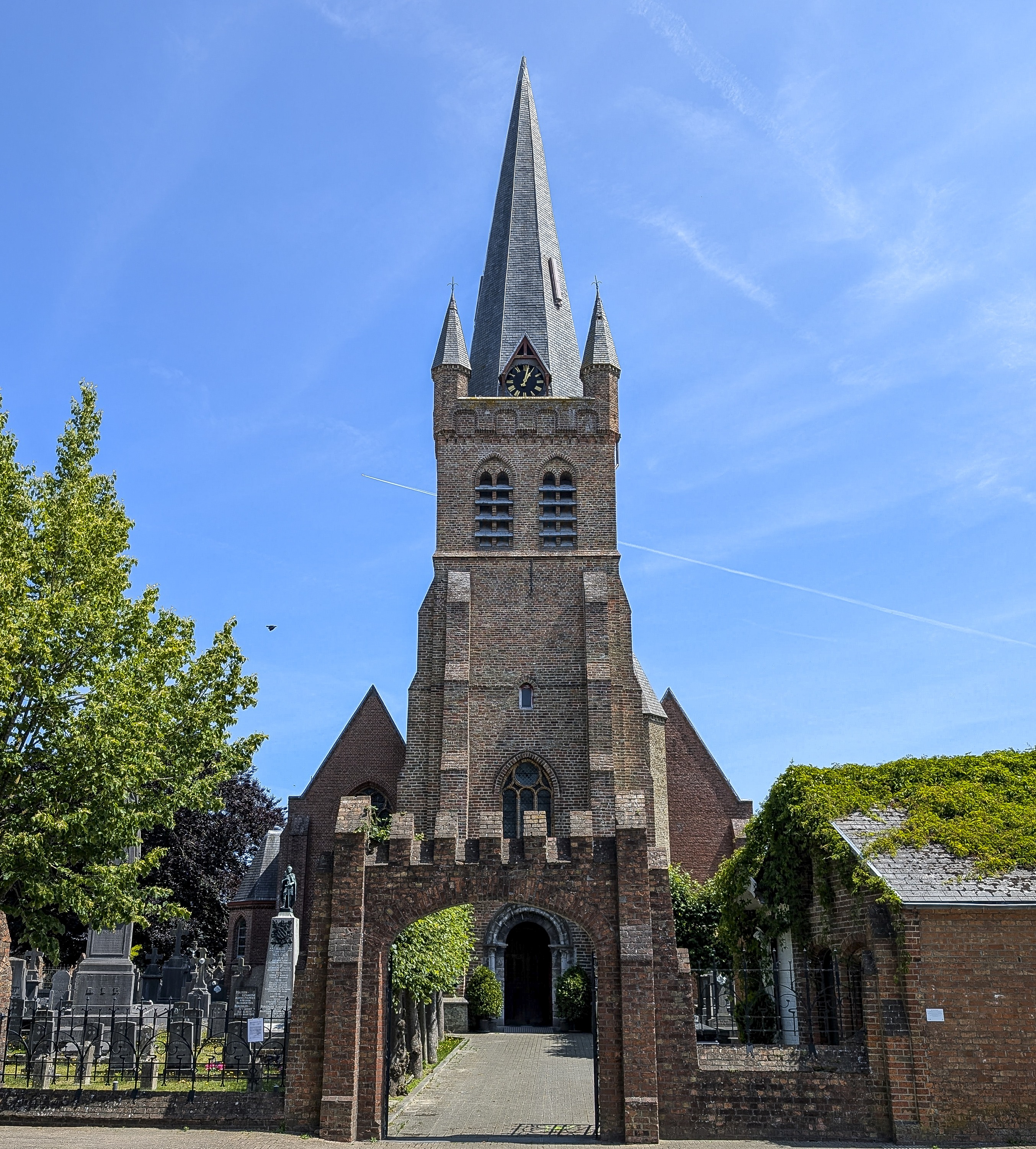
Sint-Mauritiuskerk

De Sint-Mauritiuskerk is de parochiekerk van de tot de West-Vlaamse gemeente Jabbeke behorende plaats Varsenare, gelegen aan de Oude Dorpsweg. De kerk is gewijd aan de heilige Mauritius.

## Geschiedenis
Er waren slotkapellen, onder meer bij het Kasteel Ter Straeten. In 1116 werd een kapel opgericht die in de loop van dezelfde eeuw tot parochiekerk werd verheven. In het eerste kwart van de 13e eeuw werd een toren gebouwd en in de 16e eeuw kwam een laatgotisch kerkgebouw tot stand. Eind 16e eeuw werd de kerk, tijdens de godsdiensttwisten, sterk beschadigd en in de 17e eeuw werd herstel uitgevoerd. In 1895 bleek de kerk echter bouwvallig en er werd een neogotische kerk gebouwd naar ontwerp van Jules Carette. Deze was in 1897 gereed. De vroeggotische toren werd in de kerk opgenomen en gerestaureerd, inclusief de vier hoektorentjes die in 1840 waren verwijderd. Deze toren werd in 1939 geklasseerd als monument.

## Gebouw
Het betreft een bakstenen kerk met driebeukig schip en driezijdig afgesloten koor. De kerk heeft een voorgebouwde toren. Deze heeft vier geledingen, steunberen en op de trans vier hoektorentjes. De kerk wordt omgeven door een kerkhof.
Het schip wordt overwelfd door een spitstongewelf. Het kerkmeubilair is neogotisch en stamt uit de tijd van de bouw.

## Galerij

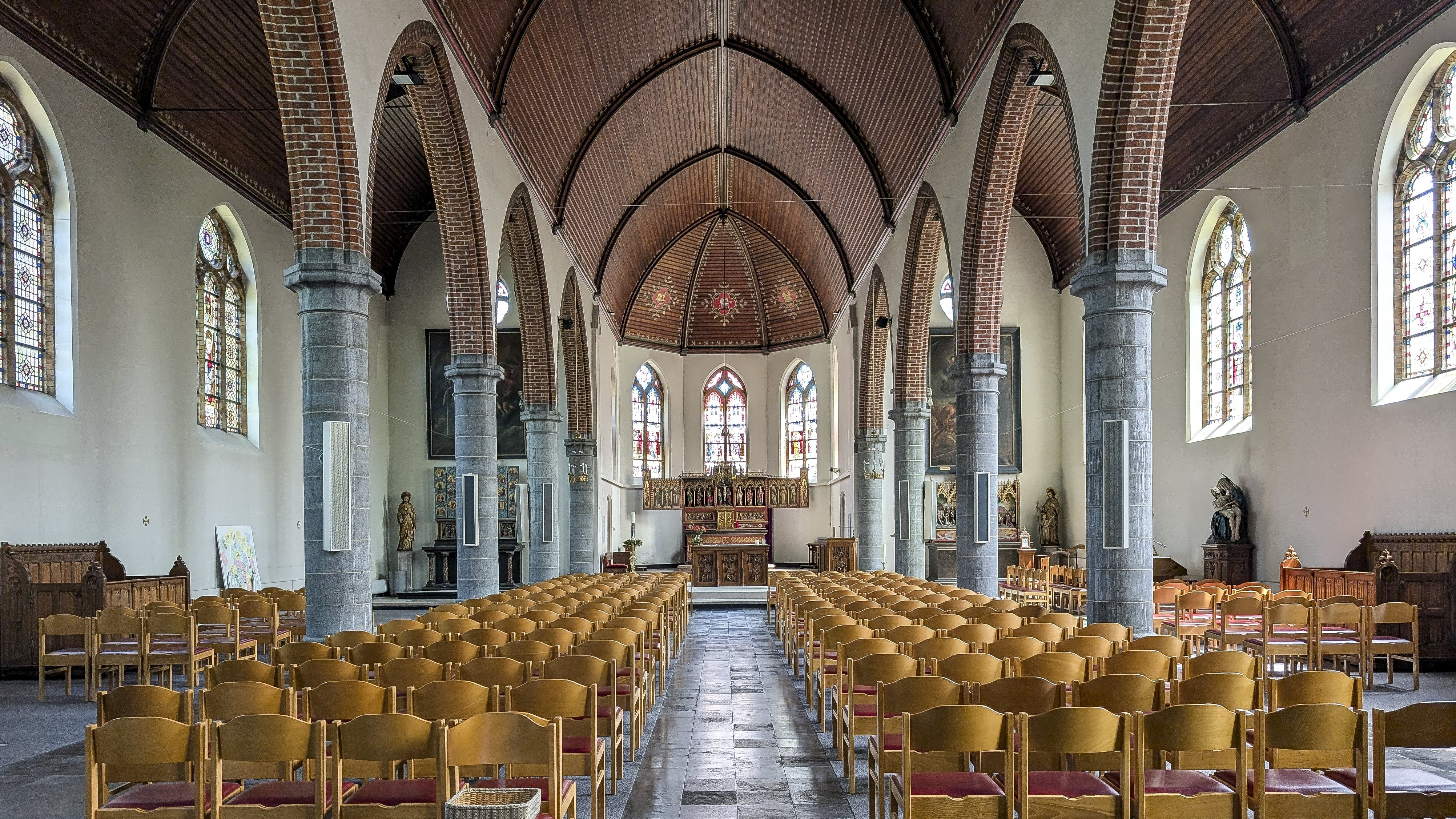
Het kerkschip
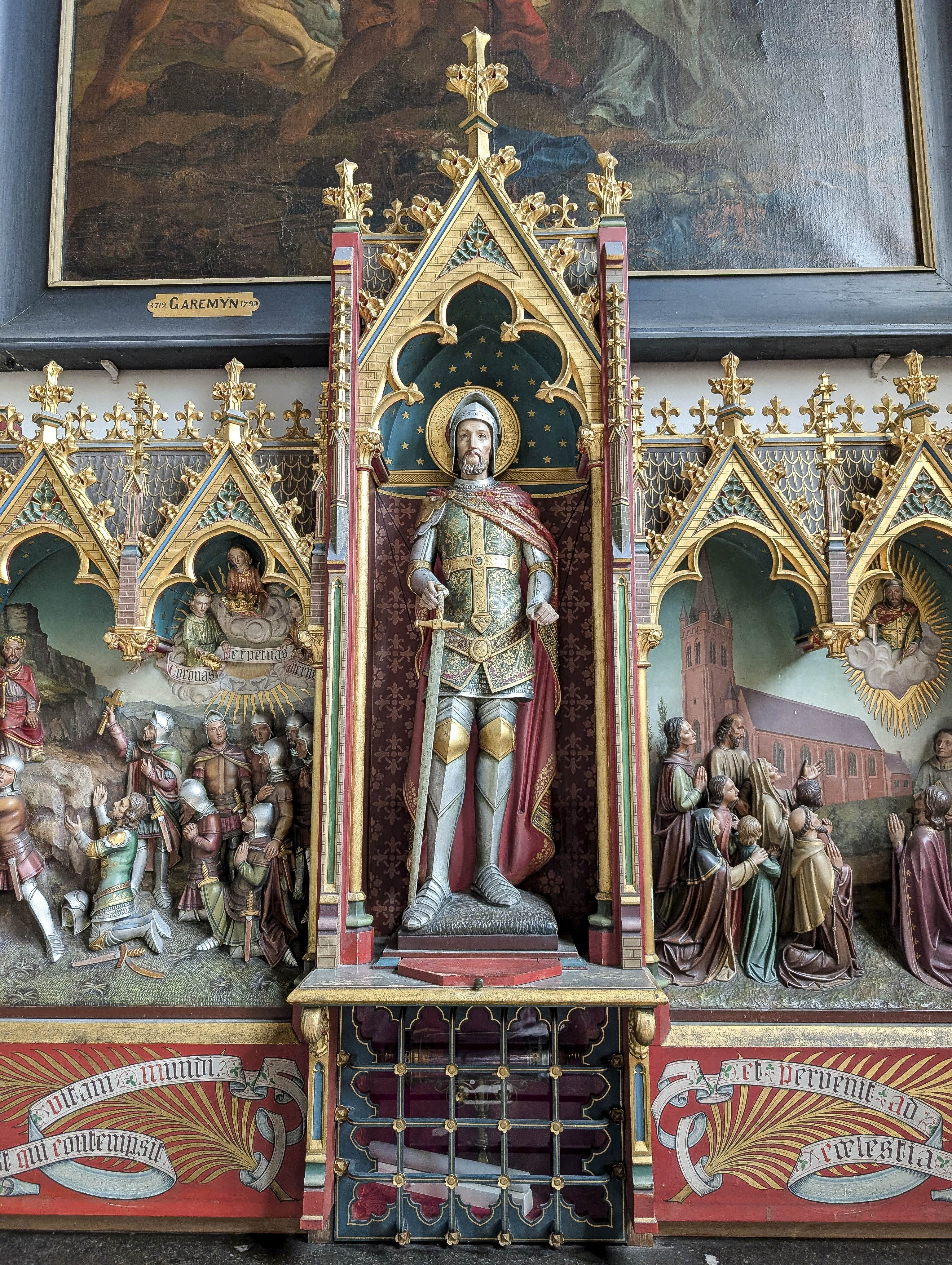
Zijaltaar met de heilige Mauritius
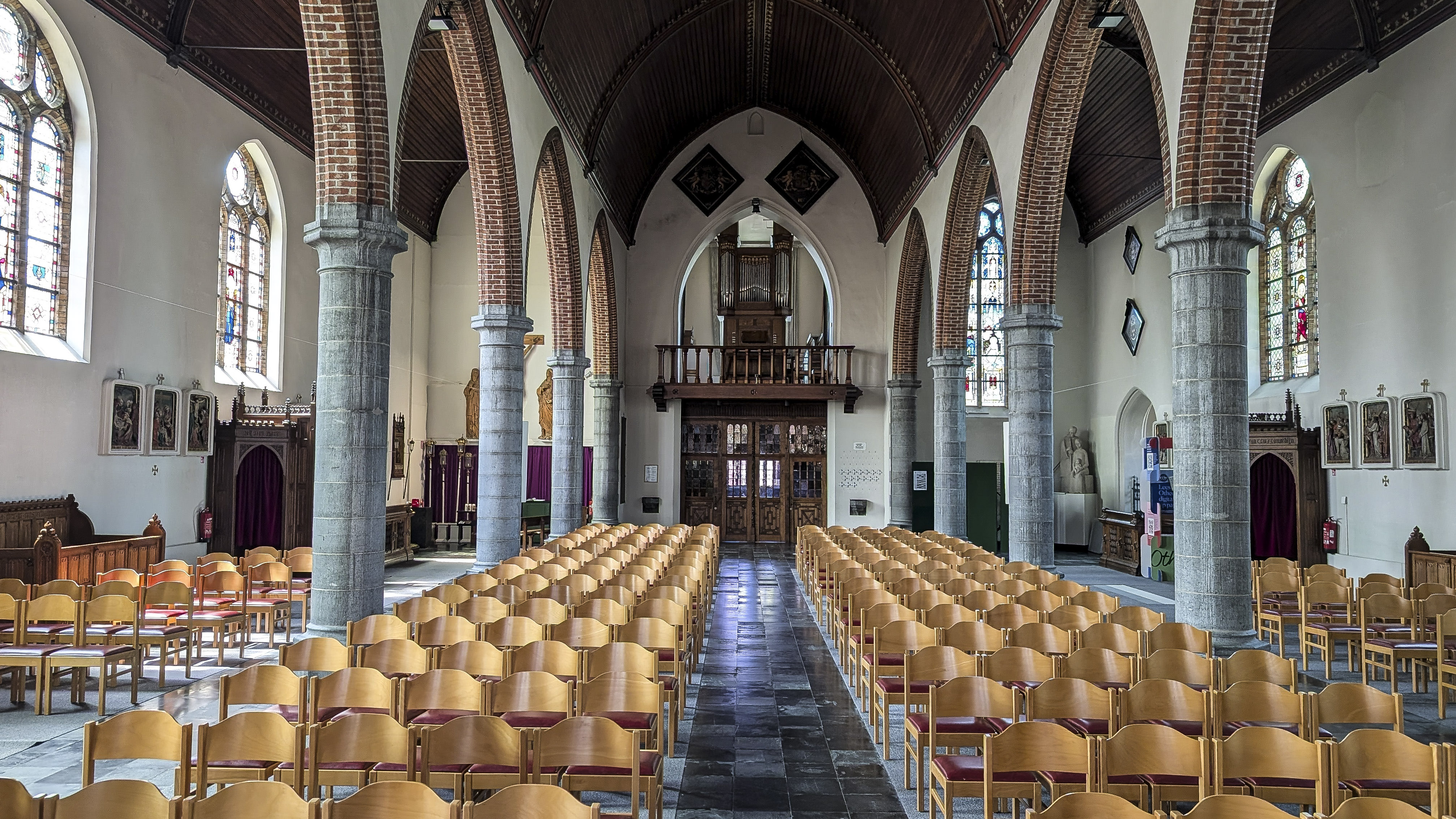
Achterzijde kerkschip